# Muestreo (medicina)
En medicina, el muestreo es el acopio de materia proveniente del cuerpo para la asistencia en el proceso del diagnóstico médico y/o evaluación de la indicación para algún tratamiento, además de servir para pruebas médicas u otros procedimientos.
En este sentido, la muestra es el acopio de materia y la herramienta de muestreo es la persona o material que colecta la muestra. El muestreo es un prerrequisito para muchas pruebas médicas, pero generalmente no para una historia médica, examen físico y pruebas radiológicas.[cita requerida]

## Por técnica de muestreo
- Obteniendo excreciones o materiales que son liberadas por el cuerpo humano, tales como orina, heces, esputo o vómito, éstas se pueden recolectar justo cuando salen del cuerpo. Una muestra de saliva se puede colectar directo de la boca.
- Corte, el cual es un método muy común para la extracción de un tejido sólido o blando.
- Punción por aspiración (también llamada centesis) es el método principal usado para el muestreo de muchos tipos de tejidos y fluidos del cuerpo. Algunos ejemplos son el toracocentesis para muestrear líquido pleural y el amniocentesis para muestrear líquido amniótico. La punción sin aspiración puede bastar para la toma de muestras de sangre capilar.
- Raspado o birlado. El raspado en una prueba de Papanicolaou raspa células del cuello uterino con una espátula especial y un cepillo que es insertado a través de la vagina sin necesidad de aplicar una punción a algún tejido. Las células epiteliales usadas para las pruebas de ADN se obtienen birlando el interior de un mejilla con un hisopo.

### Biopsia o citopatología
En términos de la técnica de muestreo, una biopsia generalmente se refiere a la preparación donde la estructura normal del tejido es preservada, dando paso para el examen de las células individuales y su organización, mientras que el muestreo por citopatología es preparada primeramente para el examen de células individuales y no necesariamente debe de ser preservado la estructura del tejido.
Ejemplos de biopsia son la biopsia de médula ósea, biopsia de cerebro, biopsia de piel y biopsia de hígado.

## Por la materia muestreada
Diferentes tipos de materia que es muestreada puede ser categorizada por solubilidad contra fluidez, tales como:
- Tejido sólido, como la biopsia de médula ósea.
- Tejido blando, como la biopsia de músculo.
- Fluidos del cuerpo

### Muestreo de fluidos corporales
El muestreo de fluidos corporales incluye:
- Muestreo de sangre para cualquier análisis de sangre, que incluye:
  - Muestreo de sangre arterial, como punción de la arteria radial. Esto se puede realizar para el análisis de gases en la sangre arterial.
  - Muestra de sangre capilar, por lo general realizado por medio del uso de una lanceta para sangre para la punción, seguido de un muestreo por acción capilar con una tira reactiva o un tubo pequeño. Esto es común en la rutina de los pacientes con diabéticos para monitorear los niveles de glucosa.
  - Muestreo de sangre venosa, también llamada venopunción. Más allá de la rutina de los pacientes con diabetes para monitorearse la glucosa, la mayoría de las pruebas de sangre se realizan a través de muestras de sangre venosa, que se recogen comúnmente en tubos de ensayo tapados, con una pequeña cantidad de algún tipo de conservador.
- Muestreo de líquido cefalorraquídeo, generalmente obtenido por punción lumbar.
- Muestreo de líquido pleural, generalmente obtenido por toracocentesis.
- Muestreo del líquido amniótico, generalmente obtenido por amniocentesis.
- Muestreo de líquido peritoneal, generalmente obtenido por peritoneocentesis (también llamado laparocentesis). Este se puede utilizar para la citología, en la detección de la propagación del cáncer ginecológico.

## Por componente de interés
La materia muestreada puede analizarse a través de varios componentes, por ejemplo:
- electrolitos
- proteínas
- células: células blancas de la sangre en el muestreo de sangre
- agentes microbiológicos: hongos o bacterias

### Muestreo microbiológico
El muestreo microbiológico incluye:
- Muestras de sangre
- Muestra nasofaríngea para cultivo de garganta. Esta se realiza mediante la aplicación de un hisopo de algodón sobre la superficie de la garganta.
- Muestreo de esputo de los pulmones para cultivo de esputo. Se puede realizar mediante técnicas especiales de toser o por medio de un cepillo espécimen protegido (PSB, por sus siglas en inglés),[1] que puede ser retraído en un tubo de plástico para prevenir la contaminación por parte de una bacteria en la garganta mientras se realiza la inserción o extracción del instrumento.